# Синпин
Синпи́н (кит. упр. 兴平, пиньинь Xīngpíng) — городской уезд городского округа Сяньян провинции Шэньси (КНР).

## История
В древнейшие времена эти места были зоной компактного проживания цюаньжунов («собачьих жунов»), и потому носили название Цюаньцю (犬丘, «собачий холм»). В 908 году до н. э. чжоуский И-ван перенёс сюда из Хао свою столицу. В 770 году чжоуский Пин-ван под давлением варварских племён был вынужден перенести столицу на восток, а эти места после изгнания варваров вошли в состав царства Цинь и получили название Фэйцю (废丘, «заброшенный холм»).
Когда после свержения империи Цинь Сян Юй сделал своих приближённых князьями, то Чжан Хань, став в 206 году до н. э. Юнским князем (雍王), сделал Фэйцю своей столицей. После того, как Лю Бан разгромил Сян Юя и создал империю Хань, княжества были ликвидированы; под натиском войск Лю Бана в 205 году до н. э. пало и княжество Юн, а Чжан Хань покончил с собой. В 204 году до н. э. в этих местах был создан уезд Хуайли (槐里县). В 73 году до н. э. был создан ещё и уезд Маолин (茂陵县). Во времена диктатуры Ван Мана уезд Хуайли был переименован в Хуайчжи (槐治县), а Маолин — в Сюаньчэн (宣城县), но при империи Восточная Хань им были возвращены прежние названия.
В эпоху Троецарствия эти места оказались в составе царства Вэй. В 220 году уезд Маолин был присоединён к уезду Шипин (始平县). При империи Северная Чжоу в 557 году к уезду Шипин был присоединён и уезд Хуайли.
При империи Тан в 710 году уезд Шипин был переименован в Цзиньчэн (金城县). В ходе подавления мятежа Ань Лушаня в 757 году в Цзиньчэн вошло войско Ли Хэна, и уезд был переименован в Синпин (兴平县, «процветание и умиротворение»).
В 1950 году был создан Специальный район Сяньян (咸阳专区), и уезд вошёл в его состав. В 1953 году Специальный район Сяньян был расформирован, и уезд перешёл в состав Специального района Баоцзи (宝鸡专区). В 1956 году Специальный район Баоцзи также был расформирован, и уезд стал подчиняться напрямую властям провинции. В 1958 году к уезду Синпин были присоединены уезды Фуфэн и Угун.
В 1961 году Специальный район Сяньян был воссоздан, и восстановленный в прежних границах уезд вновь вошёл в его состав. В 1969 году Специальный район Сяньян был переименован в округ Сяньян (咸阳地区).
В сентябре 1983 года постановлением Госсовета КНР были расформированы округ Сяньян и город Сяньян, и образован городской округ Сяньян.
В 1993 году уезд Синпин был преобразован в городской уезд.

## Административное деление
Городской уезд делится на 5 уличных комитетов и 8 посёлков.